# 개승자
《개승자》는 2021년 11월 13일부터 2022년 3월 12일까지 방송된 코미디 프로그램이다.

## 방송 시간
| 방송 채널 | 방송 기간                          | 방송 시간                       |
| --------- | ---------------------------------- | ------------------------------- |
| KBS 2TV   | 2021년 11월 13일                   | 토요일 밤 10시 30분 ~ 12시 20분 |
| KBS 2TV   | 2021년 11월 27일                   | 토요일 밤 10시 30분 ~ 12시 20분 |
| KBS 2TV   | 2021년 11월 20일 ~ 2022년 1월 29일 | 토요일 밤 10시 30분 ~ 12시      |
| KBS 2TV   | 2022년 2월 26일                    | 토요일 밤 10시 30분 ~ 12시 10분 |
| KBS 2TV   | 2022년 3월 5일                     | 토요일 밤 10시 35분 ~ 12시 15분 |
| KBS 2TV   | 2022년 3월 12일                    | 토요일 밤 10시 35분 ~ 12시 45분 |

## 출연진
최종
| 팀장   | 팀원                           | 와일드카드 |
| ------ | ------------------------------ | --- |
| 이수근 | 정성호, 윤성호, 유남석, 김민수 | 고유리, 송민호, 우영, 강형욱                                                                                       |
| 김원효 | 이광섭, 송필근, 조승희         | 이정민, 김미려, 심진화, 윤승현, 홍순목, 안윤상, 송이지, 이정인, 허민, 장준희, 전수희, 이재용                       |
| 변기수 | 박형민, 김승진, 정범균, 장기영 | 정태우, 김지선, 박준규, 차상도, 이창준 (액션배우), 안영미                                                          |
| 김준호 | 김장군, 정명훈, 조윤호, 김희원 | 강재준, 김희원, 김혜선, 김종민, 이동윤, 김대희, 팝핀현준, 김재연, 민채홍, 김근형, 박정원 (팝핀현준 크루들), 조준우 |
| 윤형빈 | 김지호, 정찬민, 신윤승, 이종훈 | 김성원, 정경미, 허안나, 줄리엔 강, 정인                                                                            |
| 이승윤 | 이상민, 이상호, 홍나영, 심문규 | 윤택, 이수지, 이창윤, 이태선, 아이키, 서태훈, 김니나, 조진세, 홍성현, 방주호, 이연준, 김정현, 송재인               |

탈락
| 팀장   | 팀원                           | 와일드카드             |
| ------ | ------------------------------ | ---------------------- |
| 유민상 | 김수영                         |                        |
| 김대희 | 박성호, 송준근, 김태원, 임재백 | 전수희                 |
| 박성광 | 양선일, 이상훈, 김회경, 이희경 | 남호연, 이가은         |
| 박준형 | 서남용, 송병철, 류근지, 장동혁 | 김두현                 |
| 오나미 | 이승환, 장효인, 정지민, 박휘순 | 이상준, 오지헌         |
| 김민경 | 송영길, 박소라, 정승환, 정해철 | 민성준                 |
| 홍현호 | 김원훈, 박진호, 황정혜, 정진하 | 배정근, 조진세, 이재율 |

## 라운드 미션
1라운드개그 판정존 탈출 미션
- 1번 : 박성광 팀
- 2번 : 이수근 팀
- 3번 : 박준형 팀
- 4번 : 김대희 팀
- 5번 : 김민경 팀
- 6번 : 김원효 팀
- 7번 : 변기수 팀
- 8번 : 유민상 팀 (탈락)
- 9번 : 신인 팀
- 10번 : 김준호 팀
- 11번 : 윤형빈 팀
- 12번 : 오나미 팀
- 13번 : 이승윤 팀

2라운드조별 리그 미션
- A조
  - 1번 : 이수근 팀
  - 2번 : 김민경 팀
  - 3번 : 김대희 팀 (탈락)
  - 4번 : 이승윤 팀

- B조
  - 1번 : 변기수 팀
  - 2번 : 윤형빈 팀
  - 3번 : 신인 팀
  - 4번 : 박성광 팀 (탈락)

- C조
  - 1번 : 박준형 팀
  - 2번 : 오나미 팀 (탈락, 패자부활)
  - 3번 : 김준호 팀
  - 4번 : 김원효 팀

3라운드깐부 미션
- 1번 ~ 6번 : 박준형 & 오나미 팀 (탈락)
- 2번 ~ 7번 : 신인 & 김민경 팀
- 3번 ~ 8번 : 변기수 & 이승윤 팀
- 4번 ~ 9번 : 이수근 & 김준호 팀
- 5번 ~ 10번 : 김원효 & 윤형빈 팀

4라운드1 대 1 데스매치
- 1번 : 이수근 팀 VS 2번 : 김준호 팀
- 3번 : 김원효 팀 VS 4번 : 윤형빈 팀
- 5번 : 변기수 팀 VS 6번 : 이승윤 팀
- 7번 : 김민경 팀 (탈락) VS 8번 : 신인 팀

5라운드TOP 6 결정전
- 1번 : 이승윤 팀
- 2번 : 김준호 팀
- 3번 : 신인 팀 (탈락)
- 4번 : 김원효 팀
- 5번 : 변기수 팀
- 6번 : 윤형빈 팀
- 7번 : 이수근 팀

## 파이널 라운드
1차전오프닝 미션
- 1번 : 이수근 팀
- 2번 : 윤형빈 팀
- 3번 : 김원효 팀
- 4번 : 김준호 팀
- 5번 : 이승윤 팀
- 6번 : 변기수 팀

2차전더블 미션
- 1번 : 이수근 팀
- 2번 : 이승윤 팀
- 3번 : 변기수 팀
- 4번 : 윤형빈 팀
- 5번 : 김준호 팀
- 6번 : 김원효 팀

3차전와일드 카드 오픈 미션
- 1번 : 윤형빈 팀
- 2번 : 이승윤 팀
- 3번 : 김준호 팀[3]
- 4번 : 이수근 팀
- 5번 : 변기수 팀
- 6번 : 김원효 팀

4차전생방송 문자 투표
- 1번 : 김준호 팀
- 2번 : 이수근 팀
- 3번 : 이승윤 팀
- 4번 : 변기수 팀
- 5번 : 윤형빈 팀
- 6번 : 김원효 팀

## 라운드 경연 결과
| 팀        | 1라운드 | 2라운드  | 3라운드 | 4라운드 | 5라운드 |
| --------- | ------- | -------- | ------- | ------- | ------- |
| 유민상 팀 | 탈락    |          |         |         |         |
| 박성광 팀 | 통과    | 탈락     |         |         |         |
| 김대희 팀 | 통과    | 탈락     |         |         |         |
| 오나미 팀 | 탈락    | 패자부활 | 탈락    |         |         |
| 박준형 팀 | 통과    | 통과     | 탈락    |         |         |
| 김민경 팀 | 통과    | 통과     | 2위     | 탈락    |         |
| 신인 팀   | 2위     | 4위      | 2위     | 1위     | 탈락    |
| 이수근 팀 | 통과    | 5위      | 3위     | 7위     | 5위     |
| 김원효 팀 | 3위     | 3위      | 3위     | 5위     | 4위     |
| 변기수 팀 | 통과    | 2위      | 1위     | 6위     | 3위     |
| 김준호 팀 | 통과    | 통과     | 3위     | 4위     | 6위     |
| 윤형빈 팀 | 통과    | 통과     | 3위     | 2위     | 1위     |
| 이승윤 팀 | 1위     | 1위      | 1위     | 3위     | 2위     |

### 파이널 라운드 경연 결과
| 팀        | 1차전 | 2차전 | 3차전 | 4차전 | 온라인 | 문자 | 최종 |
| --------- | ----- | ----- | ----- | ----- | ------ | ---- | ---- |
| 이수근 팀 | 4위   | 4위   | 3위   | 4위   | 3위    | 2위  | 2위  |
| 김원효 팀 | 6위   | 3위   | 5위   | 3위   | 2위    | 4위  | 4위  |
| 변기수 팀 | 2위   | 2위   | 2위   | 1위   | 4위    | 3위  | 3위  |
| 김준호 팀 | 5위   | 5위   | 6위   | 5위   | 5위    | 6위  | 6위  |
| 윤형빈 팀 | 3위   | 6위   | 4위   | 6위   | 6위    | 5위  | 5위  |
| 이승윤 팀 | 1위   | 1위   | 1위   | 2위   | 1위    | 1위  | 1위  |

### 최종 순위
| 순위 | 이름      |
| ---- | --------- |
| 1위  | 이승윤 팀 |
| 2위  | 이수근 팀 |
| 3위  | 변기수 팀 |
| 4위  | 김원효 팀 |
| 5위  | 윤형빈 팀 |
| 6위  | 김준호 팀 |
| 7위  | 신인 팀   |
| 8위  | 김민경 팀 |
| 9위  | 박준형 팀 |
| 9위  | 오나미 팀 |
| 11위 | 김대희 팀 |
| 11위 | 박성광 팀 |
| 13위 | 유민상 팀 |

## 결방 및 편성 변경 안내
2021년
- 12월 25일 : 《2021 KBS 연예대상》 시상식 중계방송으로 인한 결방.

2022년
- 2월 5일 : 《2022 베이징 동계 올림픽》 중계방송으로 인한 편성 변경에 따라 밤 11시 10분에 방송.
- 2월 12일 : 《2022 베이징 동계 올림픽》 중계방송으로 인한 결방.
- 2월 19일 : 《2022 베이징 동계 올림픽》 중계방송으로 인한 편성 변경에 따라 밤 10시 55분에 방송.

## 시청률

### 2021년
| 회차 | 방송일           | AGB 시청률     |
| 회차 | 방송일           | 대한민국(전국) |
| ---- | ---------------- | -------------- |
| 1회  | 2021년 11월 13일 | 5.0%           |
| 2회  | 2021년 11월 20일 | 4.4%           |
| 3회  | 2021년 11월 27일 | 3.8%           |
| 4회  | 2021년 12월 4일  | 4.3%           |
| 5회  | 2021년 12월 11일 | 3.2%           |
| 6회  | 2021년 12월 18일 | 4.2%           |

### 2022년
| 회차 | 방송일          | AGB 시청률     |
| 회차 | 방송일          | 대한민국(전국) |
| ---- | --------------- | -------------- |
| 7회  | 2022년 1월 1일  | 3.8%           |
| 8회  | 2022년 1월 8일  | 4.6%           |
| 9회  | 2022년 1월 15일 | 4.0%           |
| 10회 | 2022년 1월 22일 | 4.1%           |
| 11회 | 2022년 1월 29일 | 3.8%           |
| 12회 | 2022년 2월 5일  | 3.4%           |
| 13회 | 2022년 2월 19일 | 2.9%           |
| 14회 | 2022년 2월 26일 | 3.0%           |
| 15회 | 2022년 3월 5일  | 3.7%           |
| 16회 | 2022년 3월 12일 | 3.8%           |

## 수상 목록
- 2021년 KBS 연예대상 베스트 챌린지상
- 2021년 KBS 연예대상 올해의 스태프상 : 김수애
- 2021년 KBS 연예대상 쇼•버라이어티부문 남자 우수상 : 이승윤

## 같이 보기
- 개승자의 종영된 코너 목록
- 장르만 코미디
- 코미디빅리그
- 개그콘서트
- 웃음을 찾는 사람들
- 개그야
- SNL 코리아